# Hugo V. Österman
Hugo V. Österman, finski general, * 1892, † 1975.